# Sylvio Breleur
Sylvio Breleur né le 13 octobre 1978 à Cayenne (Guyane) est un footballeur français, international guyanais. Il évolue au poste d'attaquant.

## Biographie
Il commence le football à l'âge de dix ans dans le club de l'ASL guyanais. Par la suite il fait partie d'une sélection des meilleurs jeunes footballeurs du département de la Guyane avec laquelle il dispute un tournoi contre des équipes similaires organisé pour faire découvrir des jeunes aux clubs professionnels du pays. À cette occasion, il a des contacts avec notamment le RC Lens et l'AS Cannes mais finalement aucun transfert ne se fait.
En 2000, il rejoint sa nièce, installée en métropole, à Levallois-Perret. Il joue pour le club de la ville, le Levallois SC, qui évolue en Championnat de France amateur. En 2002, il rejoint l'Entente Sannois Saint-Gratien avec laquelle il est promu en National (troisième échelon) en finissant deuxième de son groupe.
En 2004, il s'installe en Belgique en signant au KSK Renaix, club de deuxième division. Il y fait une bonne saison (10 buts en championnats) et rejoint alors le SV Zulte Waregem, club de première division. Cependant, pendant l'avant-saison, à l'occasion du dernier match de préparation, il se blesse lourdement et est écarté plusieurs mois des terrains. Il parvient néanmoins à être aligné à l'occasion de la demi-finale de la coupe de Belgique contre le prestigieux Standard de Liège, qu'il estime être le meilleur match de sa vie, puisque l'équipe se qualifie en finale à l'issue de laquelle elle remporte le trophée. Il ne peut pas jouer la finale en raison de sa blessure, mais est tout de même appelé sur le banc des remplaçants par son entraîneur.
Après un court passage par la Guyane, il retourne en Belgique au RFC Tournai où il reste 4 saisons, de 2007 à 2012, passant également par le KV Ostende en 2010-2011, deux clubs de deuxième division.

## Palmarès
- Vainqueur de la Coupe de Belgique en 2006 avec le SV Zulte Waregem